# Distrito de Trachselwald
El distrito de Trachselwald es uno de los antiguos veintiséis distritos del cantón de Berna, Suiza, tenía una superficie de 191 km². La capital del distrito era Trachselwald.

## Geografía
El distrito de Trachselwald es uno de los distritos que forman la región del Emmental bernés. Limita al norte con el distrito de Aarwangen, al este con el de Willisau (LU), al sur con el de Signau, al suroeste con el de Konolfingen, y al oeste con el de Burgdorf.

## Historia
El distrito fue disuelto el 31 de diciembre de 2009 tras la entrada en vigor de la nueva organización territorial del cantón de Berna. Las comunas fueron absorbidas en su totalidad por los nuevos distritos administrativos del Emmental y de la Alta Argovia.

## Comunas
| Affoltern im Emmental | 1161   | 11.5  |
| Dürrenroth            | 1049   | 14.1  |
| Eriswil               | 1373   | 11.3  |
| Huttwil               | 4690   | 17.3  |
| Lützelflüh            | 4123   | 26.9  |
| Rüegsau               | 3031   | 15.1  |
| Sumiswald             | 5084   | 59.4  |
| Trachselwald          | 1038   | 16.0  |
| Walterswil            | 558    | 7.9   |
| Wyssachen             | 1172   | 11.8  |
| Total (10)            | 23'279 | 191.3 |